# Haplopteris elongata
Haplopteris elongata är en kantbräkenväxtart som först beskrevs av Olof Peter Swartz, och fick sitt nu gällande namn av E. H. Crane. Haplopteris elongata ingår i släktet Haplopteris och familjen Pteridaceae. Inga underarter finns listade.